# Albert Costa
Albert Costa Casals (Lleida, 25 giugno 1975) è un allenatore di tennis ed ex tennista spagnolo.
È stato campione del Roland Garros 2002, medaglia di bronzo nel doppio maschile alle Olimpiadi di Sydney nel 2000 e ha fatto parte della squadra spagnola di Coppa Davis che ha vinto il torneo del 2000. Ha vinto in carriera nel circuito maggiore 12 titoli in singolare e uno in doppio, l'unico sul cemento, il suo miglior ranking ATP in singolare è stato il 6º posto nel luglio 2002.
Ha dato il meglio di sé sui campi in terra battuta, superficie sulla quale ha vinto tutti i suoi titoli in singolare. Nel suo palmarès spicca anche la vittoria all'ATP Super 9 di Amburgo, ottenuta nel 1998. Non ha alcuna parentela con il tennista Carlos Costa, suo connazionale attivo durante gli anni ottanta e novanta.

## Caratteristiche tecniche
Giocatore destrimano, era dotato di un elegante rovescio a una mano e di un dritto particolarmente aggressivo. Scendeva a rete con disinvoltura e chiudeva spesso il punto con ottime volée. In contrasto con il suo carattere schivo, il suo gioco era affascinante e divertente. Era particolarmente imprevedibile sui campi in terra battuta, ed era considerato tra i migliori specialisti su questa superficie. Il suo rendimento calava vistosamente sui campi in erba, come dimostra il fatto che non ha mai superato il secondo turno al torneo di Wimbledon. Nonostante il trionfo al Roland Garros sia arrivato nel 2002, il suo declino è cominciato nel 2001, dopo che la sua compagna Cristina Ventura (che in seguito avrebbe sposato) era rimasta incinta di due gemelle; nel periodo successivo ha smarrito l'entusiasmo per gli allenamenti e per i frequenti viaggi necessari per rimanere al vertice del tennis.

## Carriera

### Tra gli juniores
Gioca pochissimi tornei nell'ITF Junior Circuit, il primo nel 1991 è la NEC World Youth Cup Final, quella che in seguito sarebbe stata rinominata Coppa Davis Junior, vince 3 incontri su 4 sia in singolare che in doppio e insieme a Gonzalo Corrales regala alla Spagna il primo trionfo nella manifestazione superando in finale la Cecoslovacchia. Torna a giocare nel circuito nel 1993, subito arriva alla finale di categoria al Roland Garros e viene sconfitto dal connazionale Roberto Carretero-Diaz, mentre con Corrales esce in semifinale nel torneo di doppio. Vince in singolare il primo titolo al successivo torneo portoghese di Grade B1. Chiude l'esperienza nel circuito juniores nel dicembre 1993 prendendosi la rivincita su Carretero-Diaz nella finale del prestigioso Orange Bowl.

### 1991-1993, inizi nei tornei satellite e primo quarto di finale nel circuito ATP
Fa la sua prima apparizione nei tornei satellite spagnoli nel 1991, nel 1992 gioca con maggiore frequenza e ad aprile disputa la sua prima semifinale. Il 4 aprile 1993 vince il suo primo titolo al torneo satellite Spain 2 Masters. La settimana successiva gioca il primo incontro nel circuito maggiore al Barcelona Open e vince un set contro il nº 88 del ranking Olivier Delaitre. A giugno debutta nel circuito Challenger a Kosice, raggiunge la semifinale e viene eliminato da Dinu Pescariu. A ottobre vince il suo primo incontro in un torneo ATP a Santiago del Cile battendo Franco Davín, al secondo turno ha la meglio sul nº 47 del ranking Alberto Berasategui, prima vittoria su un top 100, e viene eliminato nei quarti di finale da Emilio Sanchez. Chiude la stagione con il nuovo best ranking ATP al 221º posto mondiale.

### 1994, prime semifinali ATP, primi titoli Challenger e top 50
All'esordio stagionale nel 2004 vince il suo primo titolo Challenger a Mar del Plata superando in finale Gaston Etlis. Ad aprile disputa la sua prima semifinale ATP all'Estoril, nei quarti si ritira il nº 5 del mondo Sergi Bruguera e passa per la prima volta il turno contro un top 10; viene sconfitto da Carlos Costa, che vincerà il titolo. Quell'anno debutta nei tornei del Grande Slam con le sconfitte al primo turno al Roland Garros, a Wimbledon e agli US Open. A giugno entra per la prima volta nella top 100 dopo il successo in finale al Torino Challenger. Nel finale di stagione disputa altre due semifinali ATP a Praga e a Bucarest e in ottobre sale al 46º posto del ranking. A fine stagione i colleghi ATP gli assegnano il premio per l'esordiente dell'anno.

### 1995, primo titolo ATP, quarti di finale al Roland Garros e 21º nel ranking
Nel 1995 abbandona i tornei Challenger, a marzo raggiunge la sua prima finale ATP a Casablanca e viene sconfitto da Gilbert Schaller con il punteggio di 4-6, 2-6. Raggiunge la finale anche al successivo torneo di Estoril, elimina tra gli altri il nº 14 ATP Andrei Medvedev e cede in due set all'altro specialista della terra battuta Thomas Muster. Torna a mettersi in luce a giugno arrivando ai quarti al Roland Garros, al primo turno vince il suo primo incontro in uno Slam contro Jörn Renzenbrink, elimina anche il nº 23 ATP Bernd Karbacher e il nº 13 Jim Courier, vincitore delle edizioni 1992 e 1993; nei quarti ritrova Munster, salito nel frattempo al 5º posto mondiale, e viene sconfitto al quinto set dopo essere stato in vantaggio di due set a uno. Munster prosegue vincendo il suo primo torneo dello Slam e sale al 3º posto mondiale, mentre Costa raggiunge il 30º. Gioca il suo terzo confronto stagionale contro Muster in agosto nella finale di Kitzbühel, e per la prima volta ha la meglio battendolo con il punteggio di 4-6, 6-4, 7-6, 2-6, 6-4, conquista così il suo primo titolo ATP e due settimane dopo sale al 21º posto del ranking. È la prima sconfitta subita da Muster in una finale su terra battuta dopo 24 finali consecutive vinte dal maggio 1990. Costa si ritira nel corso dei due tornei successivi ed è costretto a rinunciare agli US Open.

### 1996, tre titoli ATP, prima finale in un ATP Masters Series e 13º nel ranking
Nel gennaio 1996 viene eliminato al secondo turno al suo esordio agli Australian Open, il mese successivo perde la finale a Dubai contro Goran Ivanisevic e si porta al 15º posto in classifica. In aprile debutta nella squadra spagnola di Coppa Davis in occasione della sfida contro Israele e vince entrambi gli incontri di singolare. A fine mese raggiunge la sua prima finale in un ATP Masters Series a Monte Carlo, al terzo turno concede solo tre giochi al nº 3 del mondo Andre Agassi, in semifinale supera al terzo set Marcelo Rios e in finale ingaggia l'ennesima battaglia contro Muster, che si impone in rimonta al quinto set. Rinnova il duello con il campione austriaco in semifinale agli Internazionali d'Italia e perde 6-4 il terzo e decisivo set; a fine torneo sale al 13º posto mondiale. Viene chiamato a difendere i colori spagnoli anche alla World Team Cup, vince due dei tre incontri disputati e la Spagna viene eliminata dai cechi nel round robin.
Dopo le deludenti eliminazioni al secondo turno al Roland Garros e a Wimbledon, a luglio vince a Gstaad il suo terzo titolo ATP, di rilievo la vittoria in semifinale sul nº 4 ATP Yevgeny Kafelnikov e in finale supera in quattro set Felix Mantilla. A fine mese fa il suo esordio olimpico ai Giochi di Atlanta ed esce di scena al secondo turno. In agosto vince il torneo ATP di San Marino battendo di nuovo in finale Mantilla. Eliminato al primo turno agli US Open, vince il suo terzo titolo stagionale sconfiggendo Marc-Kevin Goellner in finale sulla terra battuta di Bournemouth. Finisce il 2013 al 13º posto mondiale, primo tra gli spagnoli.

### 1997, quarti di finale agli Australian Open, due titoli ATP, trionfo in World Team Cup e top 10
Inizia il 1997 con ottimi risultati sul cemento australiano, raggiunge la semifinale a Sydney e soprattutto i suoi primi quarti di finale agli Australian Open, dove cede al quinto set contro il nº 1 del mondo Pete Sampras, che vincerà il torneo. Per ottenere altri buoni risultati deve aspettare la stagione su terra battuta, e al primo appuntamento vince il titolo a Barcelona, non perde alcun set in tutto il torneo, elimina in semifinale il nº 8 del mondo Carlos Moyá e in finale ha la meglio su Albert Portas, nella prima finale mai giocata tra catalani nel torneo. Il risultato lo proietta per la prima volta nella top 10, in 9ª posizione. A fine maggio risulta decisivo in World Team Cup, vince tutti gli incontri disputati assicurando alla Spagna il quarto successo nella manifestazione. Nel periodo successivo raggiunge tre semifinali, tra cui quella persa al Masters di Cincinnati contro Sampras. Eliminato all'esordio agli US Open, vince il titolo al successivo torneo di Marbella con la netta vittoria in finale su Alberto Berasategui.

### 1998, primo titolo Masters Series, un altro titolo ATP e debutto agli ATP Tour World Championships
Non conferma i buoni risultati della stagione precedente nei primi tornei del 1998, supera il terzo turno solo a Miami e in aprile scende alla 27ª posizione del ranking. Si riscatta a maggio conquistando il titolo più importante da inizio carriera all'ATP Super 9 di Amburgo, grazie anche al ritiro in semifinale di Karol Kucera e in finale di Alex Corretja. La settimana successiva raggiunge la finale anche al Masters Series degli Internazionali d'Italia, dà però forfait prima dell'incontro e il titolo viene assegnato a Marcelo Ríos. Il cileno legittima il successo a Roma sconfiggendolo al quarto turno del Roland Garros. Ad agosto Costa sconfigge Andrea Gaudenzi nella finale di Kitzbühel, conquistando il suo ottavo titolo ATP. Dopo le premature eliminazioni sul cemento americano, a settembre perde contro Mantilla la finale a Bournemouth. 14º nel ranking, viene per la prima volta invitato agli ATP Tour World Championships in qualità di alternate e debutta nel torneo in virtù degli infortuni patiti da Agassi e Rios, disputa due incontri di round robin contro Greg Rusedski e Alex Corretja e li perde entrambi.

### 1999, tre titoli ATP
Inizia la stagione senza grandi risultati e il primo successo arriva in aprile all'Estoril, raggiunge la finale eliminando tra gli altri Mantilla e si aggiudica il titolo battendo in tre set il nº 8 del mondo Todd Martin. Esce al turno di esordio ad Amburgo, dove era campione uscente, e i successivi incerti negativi lo trascinano in luglio al 28º posto in classifica. Si riprende vincendo due tornei nel giro di tre settimane a Gstaad, dove batte in finale Nicolas Lapentti, e a Kitzbühel, dove elimina in semifinale il nº 4 ATP Yevgeny Kafelnikov e nell'incontro che assegna il titolo ha la meglio su Fernando Vicente. Nel finale di stagione disputa due semifinali ATP e chiude il 1999 al 18º posto mondiale, finendo per la seconda volta in carriera primo tra gli spagnoli.

### 2000, trionfo in Coppa Davis, bronzo in doppio ai Giochi di Sydney
Nella prima parte della stagione non va oltre le semifinali raggiunte a Dubai e Scottsdale. Ad aprile conquista il punto del 3-1 nei quarti di finale di Coppa Davis contro la Russia concedendo tre soli giochi al nº 3 del mondo Kafelnikov, che qualche mese più tardi avrebbe vinto la medaglia d'oro in singolare alle Olimpiadi di Sydney. Costa torna protagonista a giugno raggiungendo i quarti di finale per la seconda volta all'Open di Francia grazie ai successi su Thomas Enqvist e Lleyton Hewitt, rispettivamente nº 7 e 9 del mondo, prima di essere eliminato da Franco Squillari. Raggiunge la semifinale a Gstaad e subito dopo sconfigge Todd Martin nella semifinale di Coppa Davis vinta contro gli Stati Uniti, portando la Spagna alla prima finale dopo quella persa nel 1967 contro l'Australia. Supera per la prima volta il primo turno agli US Open con il successo sull'esordiente Andy Roddick, e viene subito eliminato. Perde al primo turno ai Giochi di Sydney contro il nº 173 ATP Kevin Ullyett e si riscatta nel torneo di doppio, aggiudicandosi la medaglia di bronzo in coppia con Corretja. Viene eliminato nei quarti di finale al Paris Masters da Gustavo Kuerten dopo aver sconfitto il nº 10 ATP Tim Henman. Chiude la stagione con la finale di Coppa Davis, alla quale arriva dopo aver vinto tre dei quattro match disputati nei turni precedenti. Gioca solo il primo singolare e viene sconfitto da Lleyton Hewitt, ma sarà l'unico punto dell'Australia che viene sconfitta 3-1, e la Spagna conquista il trofeo per la prima volta nella sua storia.

### 2001, una finale ATP e quarto turno agli US Open
Dopo una serie quasi ininterrotta di sconfitte nei tornei sul veloce a inizio stagione, anche i primi tornei su terra battuta non gli riservano i risultati sperati e a maggio esce dalla top 50. Verso fine mese raggiunge la semifinale ad Amburgo, persa contro Juan Carlos Ferrero, ma le eliminazioni al primo turno al Roland Garros e a Gstaad lo riportano subito indietro nel ranking. Torna a salire con la finale raggiunta a Kitzbühel e soprattutto arrivando per la prima volta al quarto turno agli US Open, dove sconfigge Dominik Hrbaty e Goran Ivanisevic e viene eliminato da Gustavo Kuerten, tornando alla 33ª posizione.

### 2002, trionfo al Roland Garros e 6º nel ranking
Raggiunge il quarto turno agli Australian Open, miglior risultato allo Slam di Melbourne dopo i quarti del 1997, e viene sconfitto 9-7 al quinto set da Wayne Ferreira. Torna a mettersi in luce ad aprile spingendosi fino ai quarti di finale a Monte Carlo e arrivando in finale a Barcelona, dove elimina i top 20 Alex Corretja e Guillermo Canas e subisce un pesante passivo contro Gaston Gaudio. Rientra nella top 20 con i quarti di finale agli Internazionali d'Italia. Vince tutti e tre i singolari in World Team Cup, in particolare contro il nº 6 del mondo Tim Henman e il nº 5 Yevgeny Kafelnikov, ma la sconfitta in doppio contro la Russia decreta l'eliminazione della Spagna. La sua più grande vittoria in carriera arriva il 9 giugno 2002 nella finale del Roland Garros battendo Juan Carlos Ferrero con il punteggio di 6-1, 6-0, 4-6, 6-3. Elimina al quarto turno il nº 7 del mondo Gustavo Kuerten, che aveva vinto le ultime due edizioni, e con il successo in rimonta al quinto set contro Guillermo Canas accede per la prima volta a una semifinale dello Slam, dove ha la meglio al quarto set su Corretja. Il trionfo di Parigi, con cui si aggiudica il suo ultimo titolo ATP in singolare della carriera, gli fa guadagnare 14 posizioni nel ranking e sale all'8ª, nuovo miglior ranking.
Il mese successivo raggiunge la finale, l'ultima della carriera in singolare, anche ad Amersfoort, viene sconfitto da Juan Ignacio Chela e a fine torneo sale al 6º posto mondiale, che rimarrà il suo best ranking in carriera. Nell'ultima parte della stagione raccoglie diverse sconfitte e in ottobre esce dalla top 10. Riesce comunque a qualificarsi per la seconda volta in carriera al prestigioso torneo di fine anno, che dal 1999 ha preso il nome Tennis Masters Cup; perde il primo match contro il nº Lleyton Hewitt, vince per la prima volta un incontro nel torneo battendo il nº 3 Marat Safin e viene eliminato con la sconfitta subita contro Carlos Moyá. Chiude la stagione alla 9ª posizione mondiale.

### 2003, semifinali al Roland Garros e a Miami
Nel marzo 2003 eguaglia il suo miglior risultato in carriera in un torneo sul cemento raggiungendo la semifinale al Tennis Masters Series di Miami grazie al successo nei quarti contro il n 4 del ranking Roger Federer, sconfitto al tie-break del set decisivo, e viene eliminato da Andre Agassi, che gli concede sei soli giochi. Subito dopo vince il decisivo incontro di doppio e quello ininfluente in singolare contro Ivan Ljubičić nella sfida di Davis vinta 5-0 contro la Croazia. Anche in questa stagione arriva in semifinale al Roland Garros e ritrova Ferrero, che si prende la rivincita battendolo in tre set, e Costa esce definitivamente dalla top 10. Nel prosieguo della stagione non supera mai il secondo turno in singolare. Perde in doppio in Coppa Davis nella semifinale contro l'Argentina, la Spagna si impone comunque per 3-2 e perderà contro l'Australia la finale, nella quale Costa non viene impiegato.

### 2004-2005, semifinale in singolare a Roma e primo titolo ATP in doppio
Dopo un inizio stagione senza risultati di grande rilievo, in maggio raggiunge la semifinale agli Internazionali d'Italia; nel corso del torneo supera in rimonta Roger Federer, nella sua prima vittoria su un giocatore al nº 1 del ranking, e si fa invece rimontare in finale da David Nalbandian. Sarà il miglior risultato del 2003, altri discreti risultati saranno il terzo turno raggiunto al Roland Garros e i quarti di finale a Stoccarda. All'esordio stagionale nel 2005, vince il suo unico titolo in doppio in carriera a Doha, gioca in coppia con il diciottenne Rafael Nadal e in finale superano Andrei Pavel / Michail Južnyj con il punteggio di 6-3, 4-6, 6-3; nel torneo di singolare viene eliminato in semifinale da Ljubičić. Ancora con Nadal si spinge per la prima volta al terzo turno in doppio in un torneo dello Slam agli Australian Open. A marzo disputa il suo ultimo incontro in Coppa Davis e perde assieme a Nadal in doppio nella sfida vinta 4-1 con la Slovacchia. In aprile disputa la sua ultima semifinale in carriera a Valencia e viene sconfitto da David Ferrer. Dopo l'eliminazione al primo turno al Roland Garros si sottopone a un'operazione al menisco, gioca in stagione solo altri cinque tornei e vince in totale due soli incontri. A luglio esce dalla top 100, per la prima volta dal giugno 1994.

### 2006, il ritiro
Anche nella prima parte del 2006 gioca raramente, all'esordio stagionale esce al primo turno in un torneo Challenger, perde al primo turno anche nei due Challenger successivi e all'ATP di Valencia. Disputa il suo ultimo torneo in carriera in aprile all'ATP di Barcellona. Vince i primi due incontri con Vincent Spadea e il nº 21 ATP Dominik Hrbaty, e viene eliminato in tre set al terzo turno da Juan Carlos Ferrero. Chiude la carriera con un bilancio di 385 vittorie e 273 sconfitte negli incontri in singolare del circuito maggiore, tra cui 9 vittorie e 5 sconfitte in Coppa Davis.

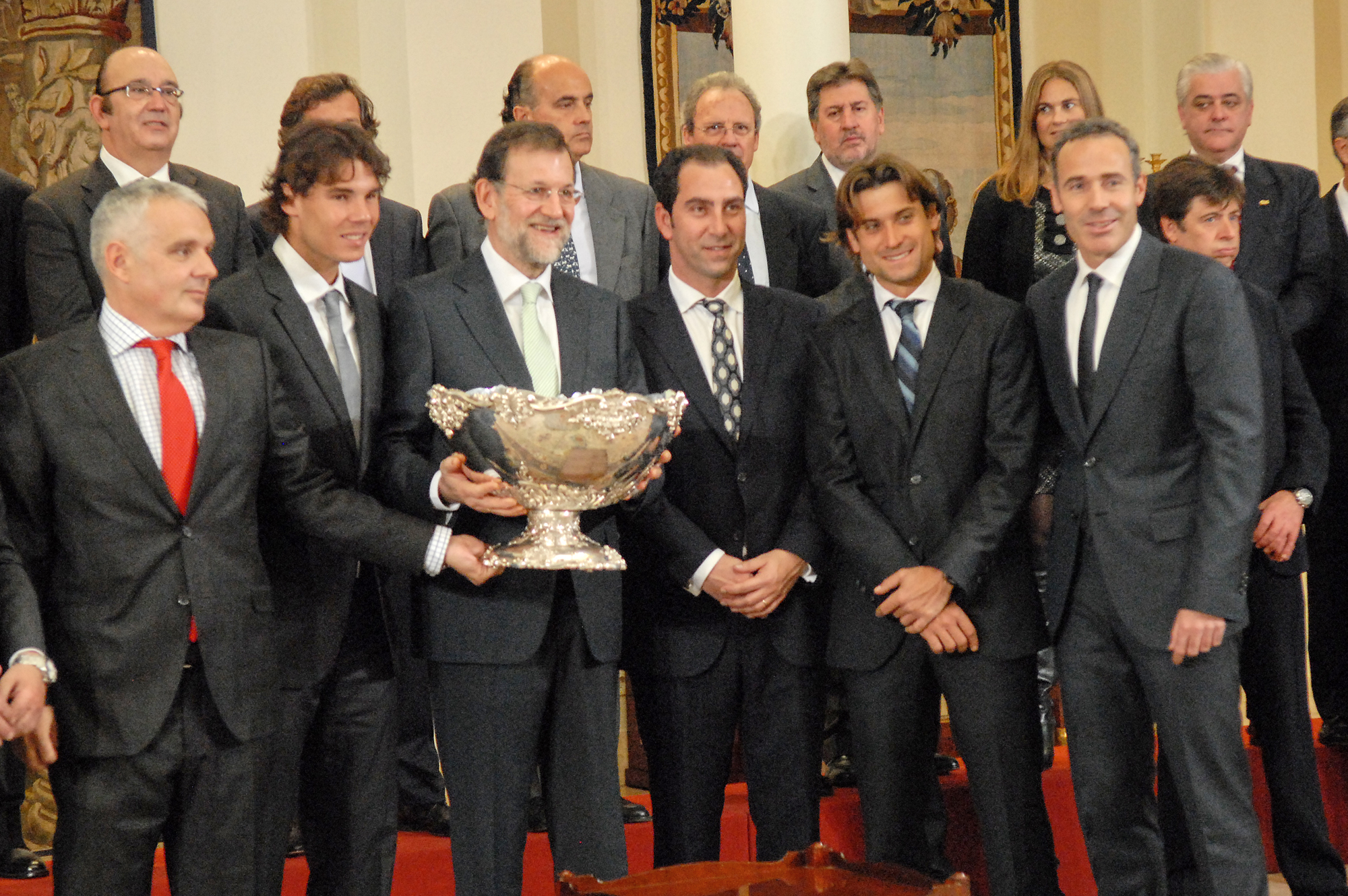
Costa e la squadra spagnola con Nadal, Ferrer e Corretja ricevuti dal primo ministro Mariano Rajoy dopo il trionfo nella Coppa Davis 2011

## Dopo il ritiro
Tra il 2006 e il 2008 è il coach di Feliciano Lopez e lascia l'incarico per lavorare con la Federazione tennistica spagnola. Nel 2009 prende il posto di Emilio Sánchez Vicario come capitano non giocatore della squadra spagnola di Coppa Davis, che sotto la sua guida vince due volte il trofeo. Lascia l'incarico alla fine del 2011 dopo il secondo trionfo ma continua a restare nei quadri della federazione come coordinatore delle squadre nazionali maschile e femminile.
Sempre nel 2009 era diventato il direttore del prestigioso Barcelona Open, incarico che mantiene per 11 edizioni e che lascia a David Ferrer nel 2019 per diventare direttore della fase finale di Coppa Davis. Rimane direttore nel torneo finale della Davis per tre edizioni fino a quella del 2021, e anche in questo caso lascia il posto a Ferrer.

## Statistiche

### Finali del Grande Slam (1)

#### Vinte (1)
| Anno | Torneo          | Avversario in finale | Punteggio          |
| 2002 | Open di Francia | Juan Carlos Ferrero  | 6-1, 6-0, 4-6, 6-3 |

### Singolare

#### Vittorie (12)
| Legenda                     |
| Grande Slam (1)             |
| Tennis Masters Cup (0)      |
| ATP Masters Series (1)      |
| ATP Championship Series (2) |
| ATP Tour (8)                |

| Legenda superfici |
| Cemento (0)       |
| Terra (12)        |
| Erba (0)          |
| Sintetico (0)     |

| Nº  | Data              | Torneo                                 | Superficie  | Avversario in finale | Risultato                  |
| --- | ----------------- | -------------------------------------- | ----------- | -------------------- | -------------------------- |
| 1.  | 6 agosto 1995     | Austrian Open, Kitzbühel (1)           | Terra rossa | Thomas Muster        | 4-6, 6-4, 7–6(3), 2-6, 6-4 |
| 2.  | 14 luglio 1996    | Swiss Open Gstaad, Gstaad (1)          | Terra rossa | Félix Mantilla       | 4-6, 7–6(2), 6-1, 6-0      |
| 3.  | 11 agosto 1996    | San Marino Open, San Marino            | Terra rossa | Félix Mantilla       | 7–6(7), 6-3                |
| 4.  | 15 settembre 1996 | Bournemouth International, Bournemouth | Terra rossa | Marc-Kevin Goellner  | 6(4)–7, 6-2, 6-2           |
| 5.  | 20 aprile 1997    | Barcelona Open, Barcellona             | Terra rossa | Albert Portas        | 7-5, 6-4, 6-4              |
| 6.  | 14 settembre 1997 | Marbella Open, Marbella                | Terra rossa | Alberto Berasategui  | 6-3, 6-2                   |
| 7.  | 10 maggio 1998    | ATP German Open, Amburgo               | Terra rossa | Àlex Corretja        | 6-2, 6-0, 1-0 Rit.         |
| 8.  | 2 agosto 1998     | Austrian Open, Kitzbühel (2)           | Terra rossa | Andrea Gaudenzi      | 6-2, 1-6, 6-2, 3-6, 6-1    |
| 9.  | 11 aprile 1999    | Estoril Open, Estoril                  | Terra rossa | Todd Martin (USA)    | 7–6(4), 2-6 6-3            |
| 10. | 11 luglio 1999    | Swiss Open Gstaad, Gstaad (2)          | Terra rossa | Nicolás Lapentti     | 7–6(4), 6-3, 6-4           |
| 11. | 1º agosto 1999    | Austrian Open, Kitzbühel (3)           | Terra rossa | Fernando Vicente     | 7-5, 6-2, 6(5)–7, 7–6(4)   |
| 12. | 9 giugno 2002     | Open di Francia, Parigi                | Terra rossa | Juan Carlos Ferrero  | 6-1, 6-0, 4-6, 6-3         |

#### Finali perse (9)
| Legenda                     |
| Grande Slam (0)             |
| Tennis Masters Cup (0)      |
| Grand Slam Cup (0)          |
| ATP Masters Series (2)      |
| ATP Championship Series (2) |
| ATP World Series (5)        |

| Nº | Data              | Torneo                                 | Superficie  | Avversario della finale | Risultato               |
| -- | ----------------- | -------------------------------------- | ----------- | ----------------------- | ----------------------- |
| 1. | 26 marzo 1995     | Grand Prix Hassan II, Casablanca       | Terra rossa | Gilbert Schaller        | 4-6, 2-6                |
| 2. | 9 aprile 1995     | Estoril Open, Estoril                  | Terra rossa | Thomas Muster           | 4-6, 2-6                |
| 3. | 18 febbraio 1996  | Dubai Tennis Championships, Dubai      | Cemento     | Goran Ivanišević        | 4-6, 3-6                |
| 4. | 28 aprile 1996    | Monte Carlo Open, Monte Carlo          | Terra rossa | Thomas Muster           | 3-6, 7-5, 6-4, 3-6, 2-6 |
| 5. | 17 maggio 1998    | Internazionali d'Italia, Roma          | Terra rossa | Marcelo Ríos            | walkover                |
| 6. | 14 settembre 1998 | Bournemouth International, Bournemouth | Terra rossa | Félix Mantilla          | 3-6, 5-7                |
| 7. | 23 luglio 2001    | Austrian Open, Kitzbühel               | Terra rossa | Nicolás Lapentti        | 6-1, 4-6, 5-7, 5-7      |
| 8. | 28 aprile 2002    | Barcelona Open, Barcellona             | Terra rossa | Gastón Gaudio           | 4-6, 0-6, 2-6           |
| 9. | 15 luglio 2002    | Dutch Open, Amersfoort                 | Terra rossa | Juan Ignacio Chela      | 1-6, 6-7                |

### Doppio

#### Vittorie (1)
| Legenda                     |
| Grande Slam (0)             |
| Tennis Masters Cup (0)      |
| ATP Masters Series (0)      |
| ATP Championship Series (0) |
| ATP Tour (1)                |

| Legenda superfici |
| Cemento (1)       |
| Terra (0)         |
| Erba (0)          |
| Sintetico (0)     |

| Nº | Data           | Torneo           | Superficie | Compagno     | Avversari in finale         | Risultato     |
| -- | -------------- | ---------------- | ---------- | ------------ | --------------------------- | ------------- |
| 1. | 9 gennaio 2005 | Qatar Open, Doha | Cemento    | Rafael Nadal | Andrei Pavel Michail Južnyj | 6-3, 4-6, 6-3 |